# Pål Lydersen
Pål Lydersen (Kristiansand, 10 settembre 1965) è un ex calciatore norvegese, di ruolo difensore.

## Carriera

### Club
Di ruolo terzino, Lydersen giocò per lo Start finché non fu acquistato dagli inglesi dell'Arsenal, nel 1991. Ebbe però scarso spazio in squadra, a causa della concorrenza di Lee Dixon e Nigel Winterburn per un posto da titolare: la sua esperienza londinese si concluse con 16 presenze.
Lydersen lasciò l'Arsenal nel 1994, con il suo procuratore sportivo Rune Hauge che dichiarò di aver pagato 425.000 sterline al manager dei Gunners George Graham per liberare il norvegese e John Jensen, altro suo assistito.
Lydersen tornò allora allo Start, prima in prestito e poi a titolo definitivo. Giocò in seguito per lo Sturm Graz e infine per il Molde, dove chiuse la carriera nel 2000.

### Nazionale
Lydersen giocò 20 partite per la Norvegia, con una rete all'attivo. Debuttò il 22 agosto 1990, nella sconfitta per 2-1 contro la Svezia (sostituì Stig Inge Bjørnebye). Segnò l'unica rete il 1º maggio 1991, nel 3-0 inflitto a Cipro.

## Palmarès

### Club

#### Competizioni nazionali
- Coppa d'Inghilterra: 1

Arsenal: 1992-1993
- Coppa di Lega inglese: 1

Arsenal: 1992-1993
- Community Shield: 1

Arsenal: 1991
- Coppa d'Austria: 1

Sturm Graz: 1996-1997

#### Competizioni internazionali
- Coppa delle Coppe: 1

Arsenal: 1993-1994

### Individuale
- Difensore dell’anno del campionato norvegese: 2

1991, 1994